# Poluj
Poluj (rusky Полуй) je řeka v Jamalo-něneckém autonomním okruhu Ťumeňské oblasti v Rusku. Od soutoku zdrojnic je dlouhá 369 km. Od pramene Hlubokého Poluje (délka 266 km) činí délka toku 635 km. Plocha povodí měří 21 000 km².

## Průběh toku
Vzniká soutokem Hlubokého a Suchého Poluje. Teče severozápadní částí Západosibiřské roviny. Na dolním toku protéká jezerem Velký Polujský Sor. Ústí zleva do Obu u Salechardu na 291 říčním kilometru.

## Vodní režim
Zdrojem vody jsou sněhové a dešťové srážky. Průměrný průtok vody v ústí činí přibližně 170 m³/s. Zamrzá v říjnu a rozmrzá v květnu.

## Využití
Na řece se plaví dřevo.